# Бечка градска дворана
Бечка градска дворана је вишенаменска дворана у Бечу, Аустрија. Дворана је грађена између 1953. и 1958. када је и отворена. 1974. године је изграђен базен у оквиру дворане. Капацитет дворане је 16.000 седећих места. Дворана се састоји од шест хала: A, B, C (ледене дворане), D (главна хала, углавном за концерте), E (за мање догађаје), F (за мање концерте). 
Дворана је била домаћин многих значајних спортских и музичких догађаја као што су Песма Евровизије 2015., Песма Евровизије 2026., Светско првенство у хокеју на леду 1967., 1977, 1987, 1996 и 2005, као и Европско првенство у рукомету 2010. и Европско првенство у одбојци 2011. Такође, у овој дворани се сваке године (обично крајем октобра) одржава тениски АТП турнир АТП Беч. Неки од извођача који су наступали у овој дворани су: Ролингстонси, Green Day, Квин, Френк Синатра, Мајкл Џексон, Шакира, Кристина Агилера, Металика, Лед зепелин, Pink Floyd, Дип перпл, AC/DC, Dire Straits, Ганс ен' роузиз, The Police, U-2, АББА као и многи други.